# Neomariopteris
Neomariopteris es un género de plantas pteridófitas que data del Pérmico. Son plantas vasculares sin semilla (helechos) y con reproducción por esporas. Tenía hojas frondas. Vivía en hábitats húmedos y pantanosos.

## Ubicación
En Brasil, fósiles  de especies indeterminadas del género Neomariopteris, se encuentran en Morro Papaleo y afloran en el municipio de Mariana Pimentel. Son del geoparque Paleorrota en la Formación Río Bonito y fecha de la Sakmariense, en el Pérmico.